# Ruzitska György

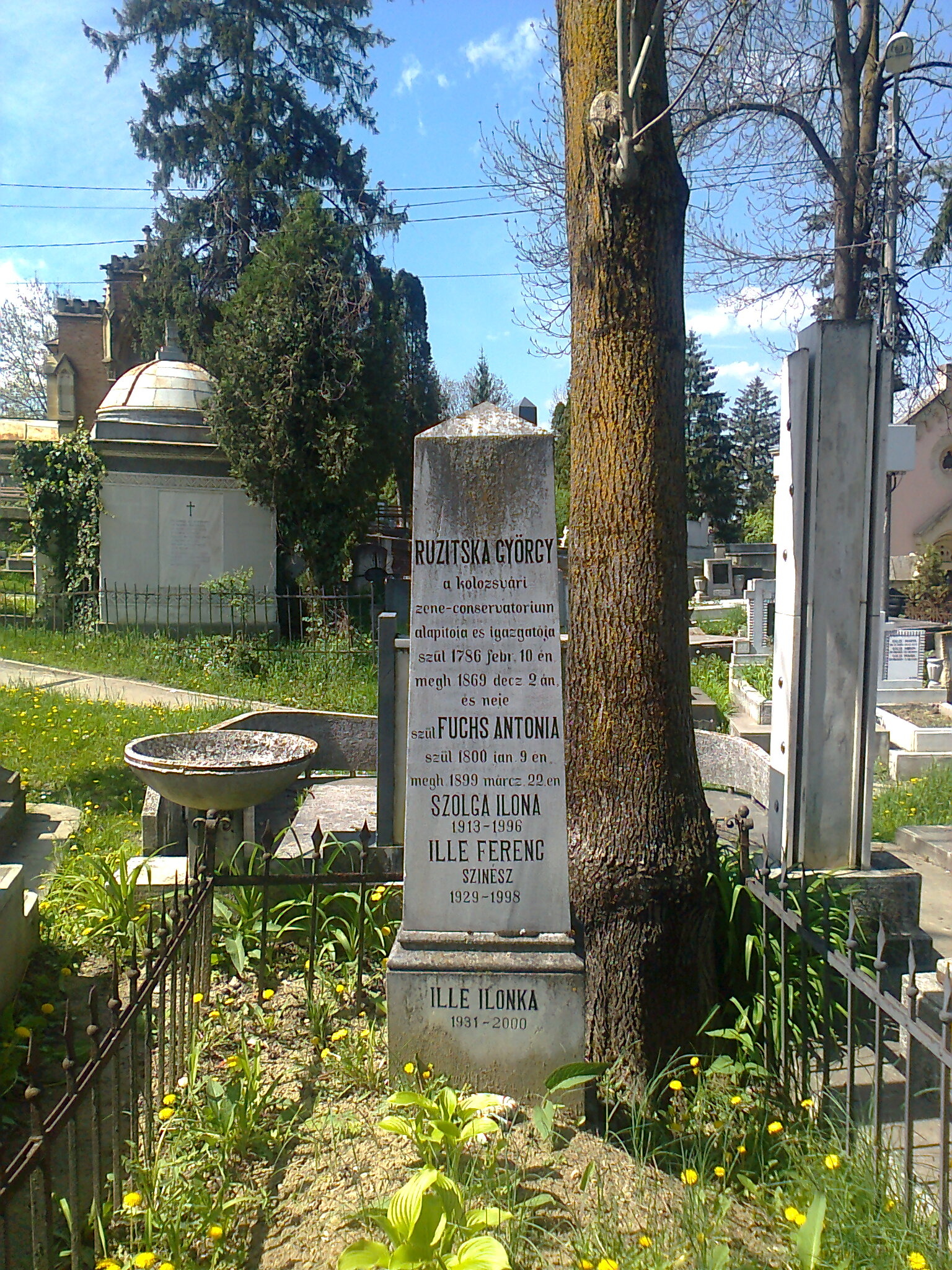
Sírja a Házsongárdi temetőben (a Brassai Sámuel sírja közelében)

Ruzitska György (Bécs, 1786. február 10. – Kolozsvár, 1869. december 2.) magyar zeneszerző, zongoraművész és zenepedagógus.

## Élete
1810-ben ment Erdélybe, Szilágynagyfaluba gróf Bánffy János családjához házitanítónak. 1819-ben költözött Kolozsvárra, itt a Nemzeti Színháznál dolgozott mint korrepetitor és karmester. 1835-ben alapította a zenedét Kolozsvárt, melynek később igazgatója lett. 1851-től az ottani katolikus főgimnáziumban is énektanár volt. 1829-ben Pesten mutatták be Alonso című operáját.
Könyve, az Énekiskola a kolozsvári zene-conservatorium növendékei számára. 1880-ban jelent meg Kolozsváron.
Sírja a Házsongárdi temetőben található.